# Cratère d'affaissement
Pour les articles homonymes, voir Cratère.
Ne doit pas être confondu avec Cratère d'explosion.

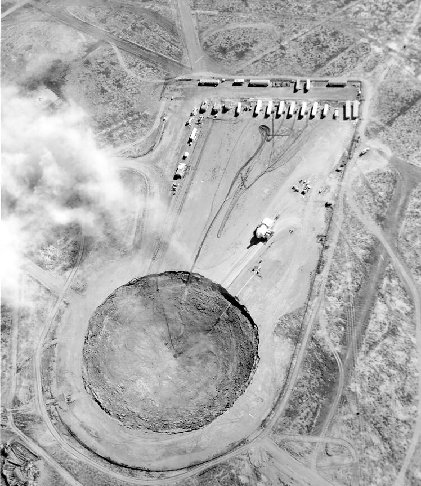
Cratère d'affaissement après l'essai nucléaire roi Huron (Huron King), dont la puissance était inférieure à 20 kilotonnes (1980)

Un cratère d'affaissement est une dépression laissé à la surface d'une zone qui subit l'effondrement d'une cavité souterraine. Dans le cas d'une région karstique, la dépression peut être appelée doline. Dans le cas d'une région volcanique, la dépression peut être appelée cratère volcanique ou caldeira. Le cratère peut aussi être en lien avec une explosion souterraine (habituellement nucléaire) ; de nombreux cratères de ce type sont présents sur le site d'essais du Nevada, qui n'est plus utilisé pour les essais nucléaires.

## Formation
Dans le cas d'une explosion souterraine, les cratères d'affaissement correspondent à l'effondrement de la voute de la cavité créé par la détonation. Il est possible qu’un nouvel effondrement de la chambre d'explosion se produise. Lorsque cet effondrement atteint la surface, la chambre est exposée à l’air atmosphérique et le cratère peut prendre la forme d'une cheminée. Des résidus radioactifs peuvent alors atteindre la surface. Au site d'essais du Nevada, les essais ont été faits à des profondeurs de 100 à 500 mètres.
Lorsque le matériau au-dessus de la cavité qui s'effondre est constitué de roche solide, un amas peut être formé par la roche brisée car elle est plus volumineuse. Ce type de monticule a été appelé « retarc » en anglais, « crater » épelé à l'envers.
Quand un forage pétrolier rencontre une poche de gaz sous haute pression qui ne peut être contenue soit par le poids de la boue de forage ou par un obturateur, l'éruption violente résultante peut créer un grand cratère qui peut engloutir un appareil de forage. Ce phénomène est appelé « cratérisation » dans l'argot des pétroliers.

## Galerie

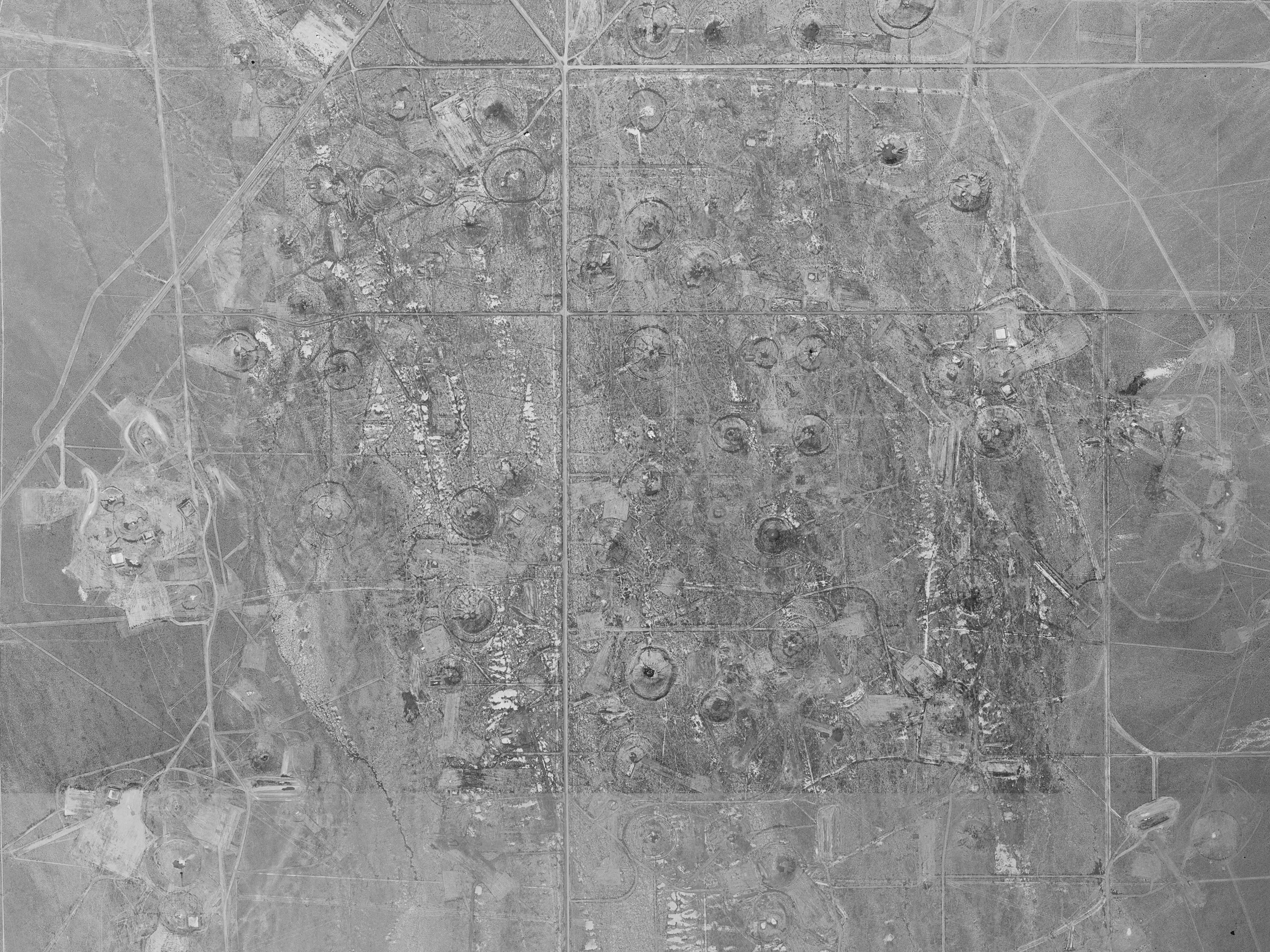
Cratères d'affaissement dans la partie sud du site d'essais du Nevada.
- Cratère d'affaissement en formation.